# Kafr Fo
Kafr Fo (tiếng Ả Rập: كفرفو) là một ngôi làng Syria ở huyện Tartus thuộc tỉnh Tartus. Theo Cục Thống kê Trung ương Syria (CBS), Kafr fo có dân số 2.213 trong cuộc điều tra dân số năm 2004.